# عبدو بوزيان
عبدو بوزيان (12 أوت 1944 في بريكة - 31 ديسمبر 2011 الجزائر)، صحفي جزائري عمل في عدة جرائد جزائرية ومدير عام سابق لـ المؤسسة الوطنية للتلفزة.

## سيرة شخصية
- تخرج من جامعة الجزائر (علوم الإعلام والاتصال)
- نائب رئيس تحرير مجلة الجيش (1967-1977).
- مؤسس مراجعة السينما Les Deux Écrans في السنوات (1977-1985).
- رئيس تحرير مجلة Révolution africaine الأسبوعية (الثقافة والإعلام والمجتمع ، 1985-1989).
- مدير عام التلفزيون الجزائري (1990-1991 و 1993-1994) الذي استقال منه عام 1994.
- كاتب عمود في صحيفة La Tribune و Le Quotidien d'Oran ؛ تحت قلم عبده. ب.